# アラン・スキドモア
アラン・スキドモア（Alan Skidmore、1942年4月21日 - ）は、イギリス・ロンドン出身のジャズ・サクソフォーン奏者。テナー、ソプラノ・サクソフォーンをプレイする。

## 経歴
父親のジミー・スキドモアもサックス奏者。その影響もあり16歳でプロ活動に入り、コメディアンのトニー・ハンコックと一緒にツアーをするようになった。1958年からダンス・ポップ・バンドで活動。1963年に初レコーディング。1964年、アレクシス・コーナーのブルース・インコーポレイティッドに参加。ジョン・メイオールのレコーディングでエリック・クラプトンとセッション。その後、ロニー・スコット、ジョニー・ダンクワース、タビー・ヘイズ等のビッグ・バンドで活動、多くのレコードでバックを務める。ソフト・マシーン、ナイス、グラハム・コリアー、マイク・ウェストブルック、マイケル・ギブスとも交流がありレコーディングを残す。1969年モントルー・ジャズ祭に出演し注目を浴びる。その後バークリー音楽大学へ一時留学。帰国後ケニー・ホイーラー、ジョン・テイラー、ハリー・ミラー、トニー・オクスレイが参加し自身がリーダーとなるクインテットを結成。『ワンス・アポン・ア・タイム』『TCB』と革新的でリリシズムあふれるモーダルな作品を発表した。このクインテットはオムニバス・アルバム『ジャズ・イン・ブリテン ’68-’69』のB面でも先鋭的で透明感のある演奏を残している。1976年からはジョルジュ・グルンツ・コンサート・ジャズ・バンドに参加。1970年代にはキース・ティペットのジャズ・フュージョン・ビッグバンド、センティピード（Centipede）にも所属した。その後もエルトン・ディーン、チャーリー・ワッツ、ケイト・ブッシュ、カーヴド・エア等と共演している。
最初のソロ・アルバムは1969年の『ワンス・アポン・ア・タイム』で、本作に限らず他の作品（とりわけ1988年のアルバム『Tribute to Trane』や、1998年の『After the Rain』）からもジョン・コルトレーンの強い影響を聴くことができる。コルトレーンによって録音された曲のオーケストラ設定など引用している。1973年、全員サックス奏者によるアンサンブル、S.O.S.をジョン・サーマン、マイク・オズボーンとつくった。アパルトヘイト体制が終わる頃、南アフリカに渡り、アフリカのパーカッションと合唱を元にモダン・ジャズを演奏するピアニスト、Simpiwe Matoleを含むパーカッション・グループ、アマンポンド（Amampondo）のミュージシャンと一緒に録音を行った。

## ディスコグラフィ

### ソロ・アルバム
- 『ワンス・アポン・ア・タイム』 - Once Upon a Time (1969年)
- 『TCB』 - TCB (1970年)
- 『ジャズ・イン・ブリテン ’68-’69』 - Jazz in Britain '68–69 (1972年)
- SOS (1975年)
- 『エル・スキッド』 - El Skid (1978年) ※with エルトン・ディーン
- Tribute to Trane (1988年)
- From East to West (1992年)
- After the Rain (1998年)

With アマンポンド
- The Call (2001年)
- Ubizo (2003年)

With グラハム・コリアー
- Songs for My Father (1970年)